# 开封府文庙
开封府文庙是清代河南省的重要文庙，也是开封城内的两座文庙之一。其址在今开封市文庙街中部，原建筑仅存棂星门一座，2006年成为河南省文物保护单位。

## 历史沿革
开封府文庙为清顺治九年（1652年）由开封知府朱之瑶创建。后屡经重修。其时文庙在东，西为开封府学。
民国十六年（1927年），泮池、牌坊等被拆除以修整道路，形成现在的文庙街。后来庙内原有古建筑先后被毁，仅有临街的棂星门和门外一对石狮幸存。中华人民共和国成立后，文庙和府学建筑归开封市教师进修学校（即今开封市第一师范学校）使用。1991年，棂星门被公布为开封市文物保护单位。2006年6月8日，被列入第四批河南省文物保护单位名单。

## 建筑

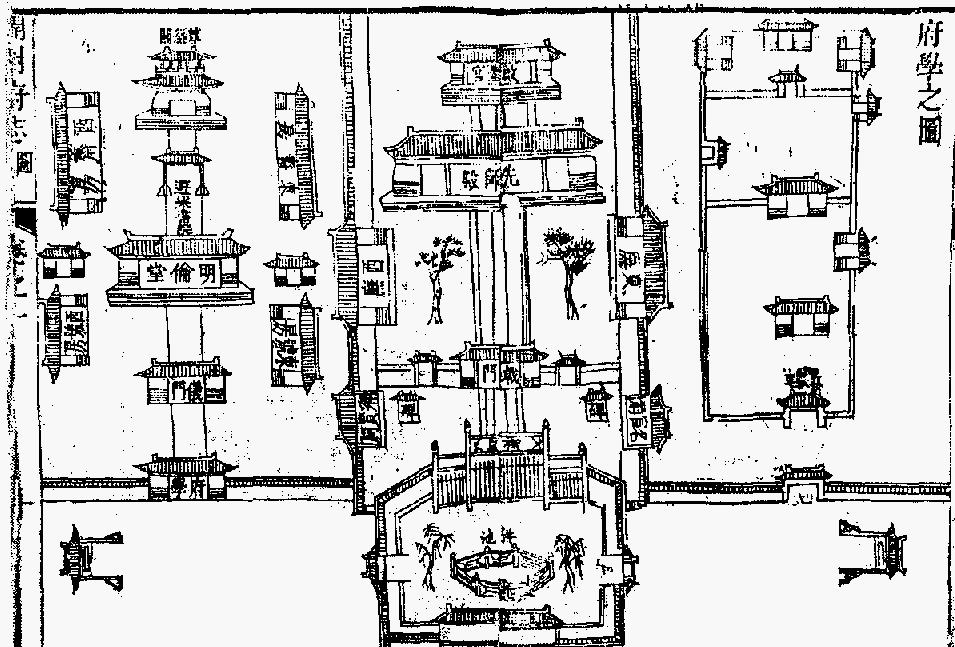
《开封府志》之文庙、府学布局图

文庙坐北朝南，自南向北有牌楼、庙门、泮池、戟门、棂星门、东西庑殿、大成殿和启圣殿等建筑。西侧的府学建有仪门、明伦堂、斋房、尊经阁等。

### 棂星门

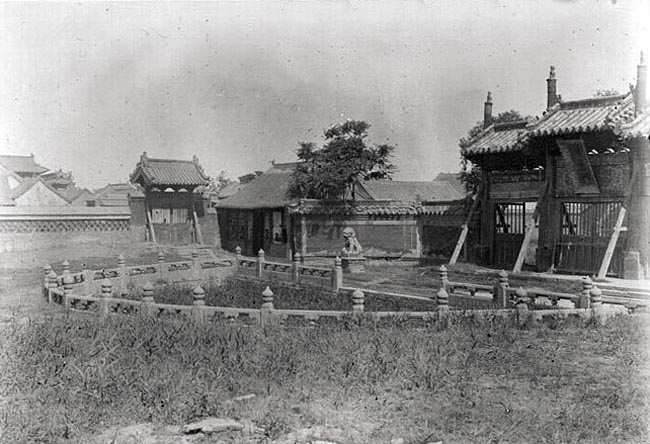
百年前之棂星门和泮池

棂星门原在文庙内，现已临街，并因路面抬升而略显低矮。其建筑结构为抬梁式，以四根通天柱支撑，柱顶饰石雕走兽。柱间朱扉三座，中间一座略高，门上各施斗栱，顶为绿琉璃筒瓦，并有脊兽。门前还有石狮一对，亦是文庙原物。

### 大成殿
大成殿面阔七间，规模宏大。

### 碑刻
庙内原有多处石碑、石刻。民国以降，文庙颓败，石碑多已毁坏。原《宋二体石经》和《金女真进士题名记》两碑已移至开封市博物馆保存。

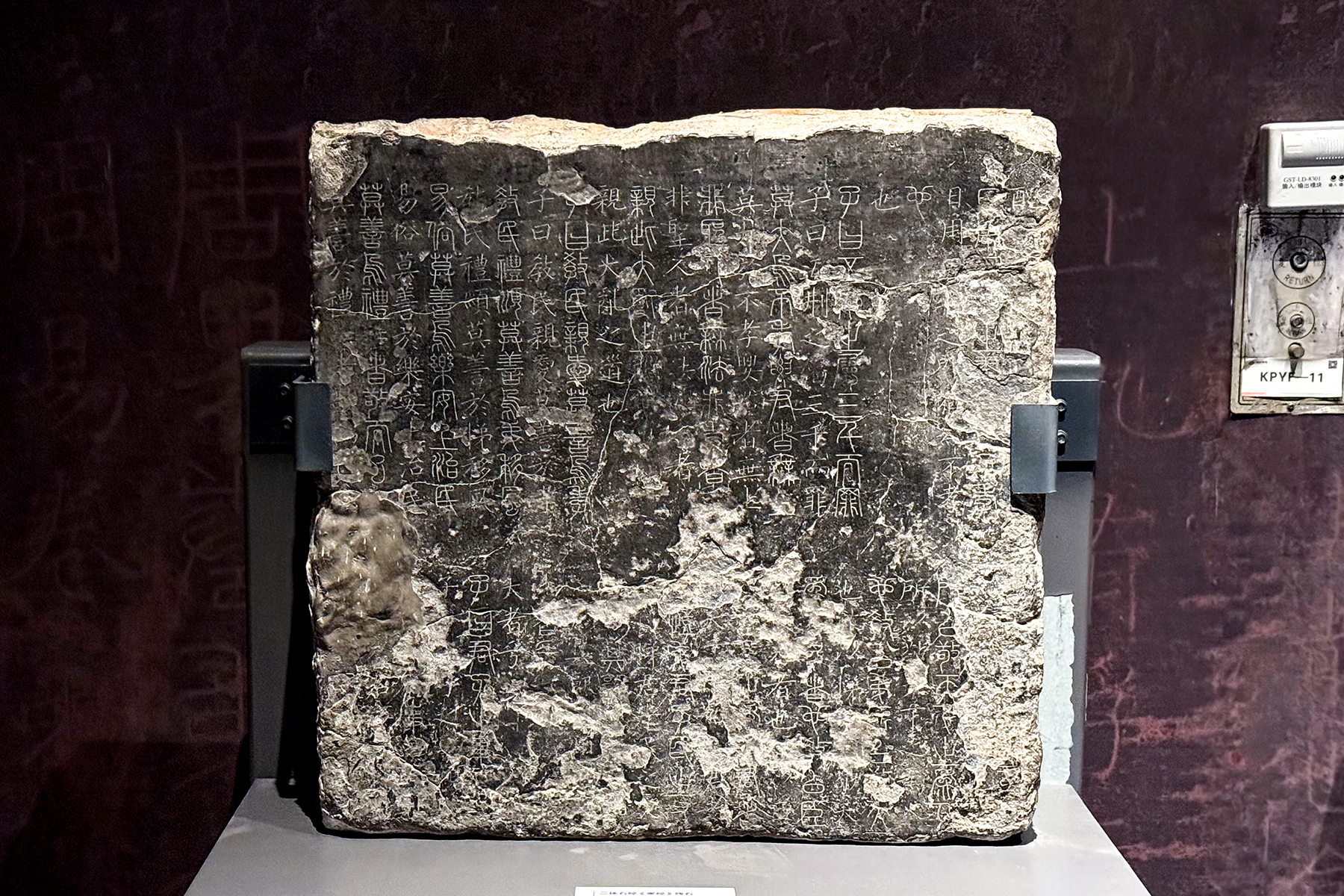
“二体”石经（“孝经”残石）
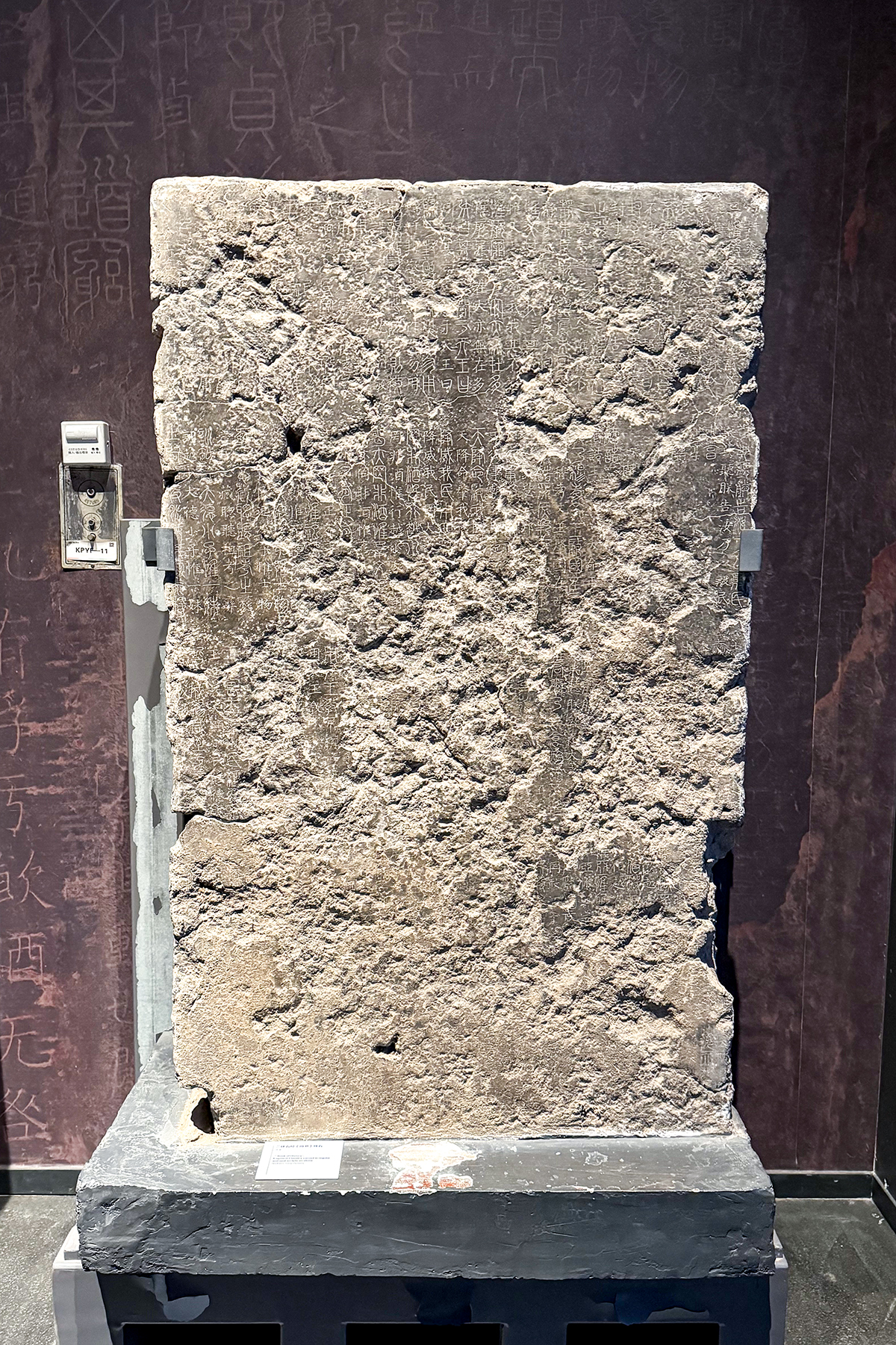
“二体”石经（“尚书”残石）
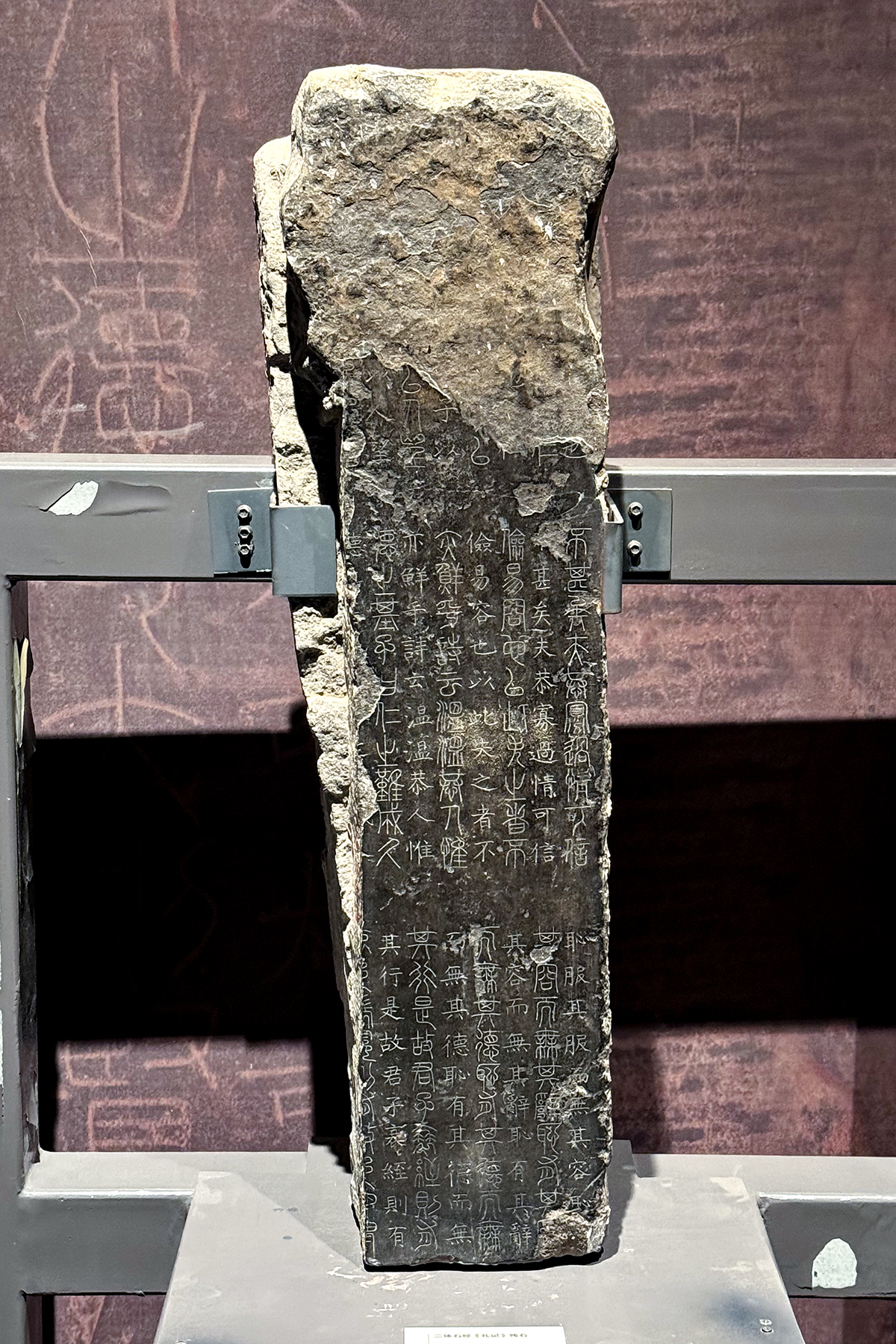
“二体”石经（“礼记”残石）
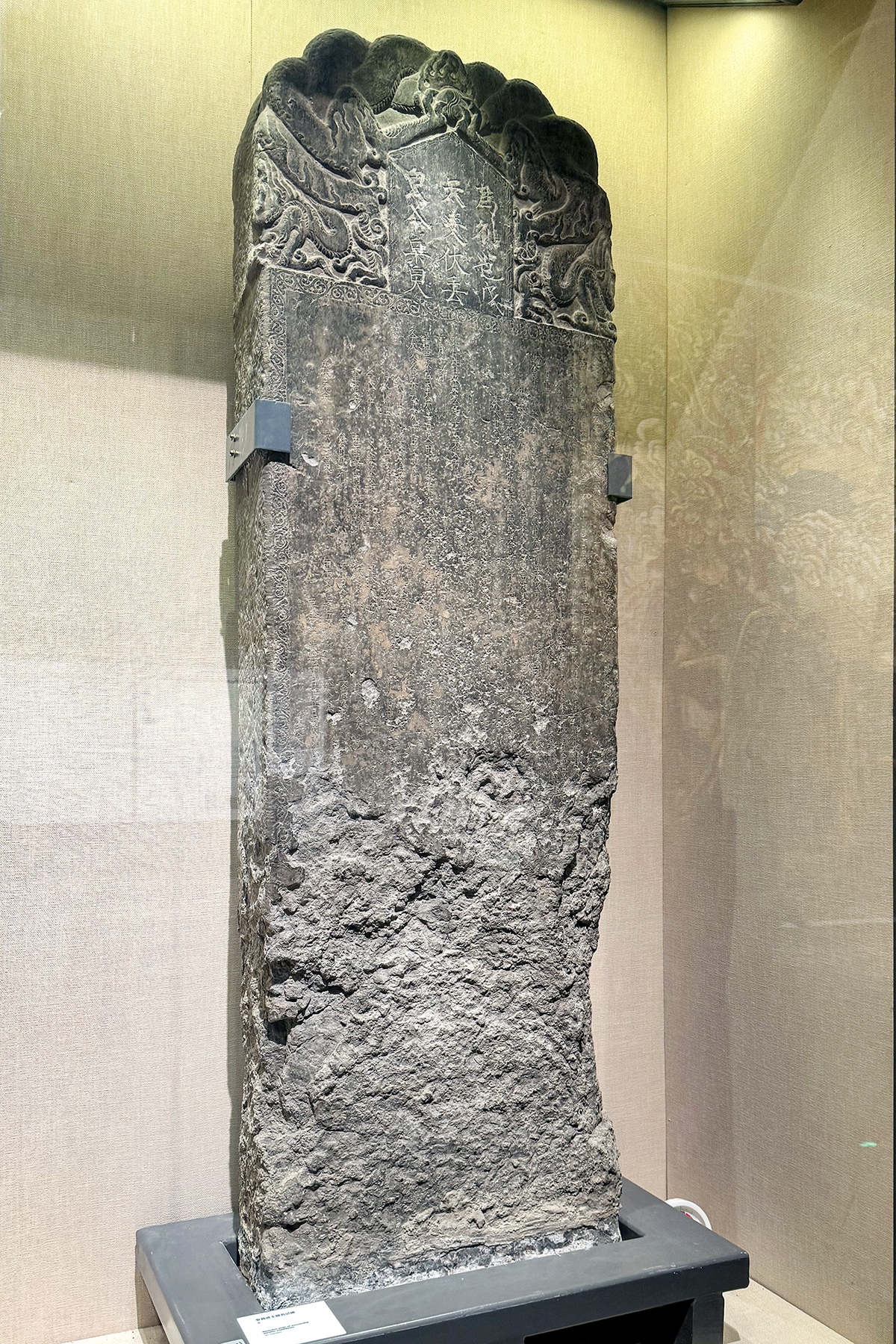
女真进士题名记

另外，后殿墙上原有六块康熙御笔石碑。这些御碑是清圣祖于康熙三十三年（1694年）和三十七年（1698年）应河南巡抚顾汧的请求为开封禹王台等处题写的。当时，御笔颁赐到省，顾汧将其制匾分发悬挂，并勒石刻碑，镶嵌于开封府学之后殿墙上。此六块石碑均为卧碑，上均有康熙御笔印玺，文字浑厚疏朗、行笔遒劲。题词内容分别为：
- “功存河洛”，为开封禹王台题写
- “昌明仁义”，为开封游梁祠题写
- “灵渎安澜”，为桐柏县淮渎庙题写
- “嵩高峻极”，为登封中岳庙峻极殿题写
- “沉济灵源”，为济源济渎庙渊德殿题写
- 五言诗碑一块

1990年代，龙亭区政协在调研时，发现了学校后院幸存残墙中的石碑，多次向有关部门通报，呼吁保护。1997年春，六块御碑得以从残墙内迁出，并移至棂星门西侧新建的碑廊之内保护，供人参观。

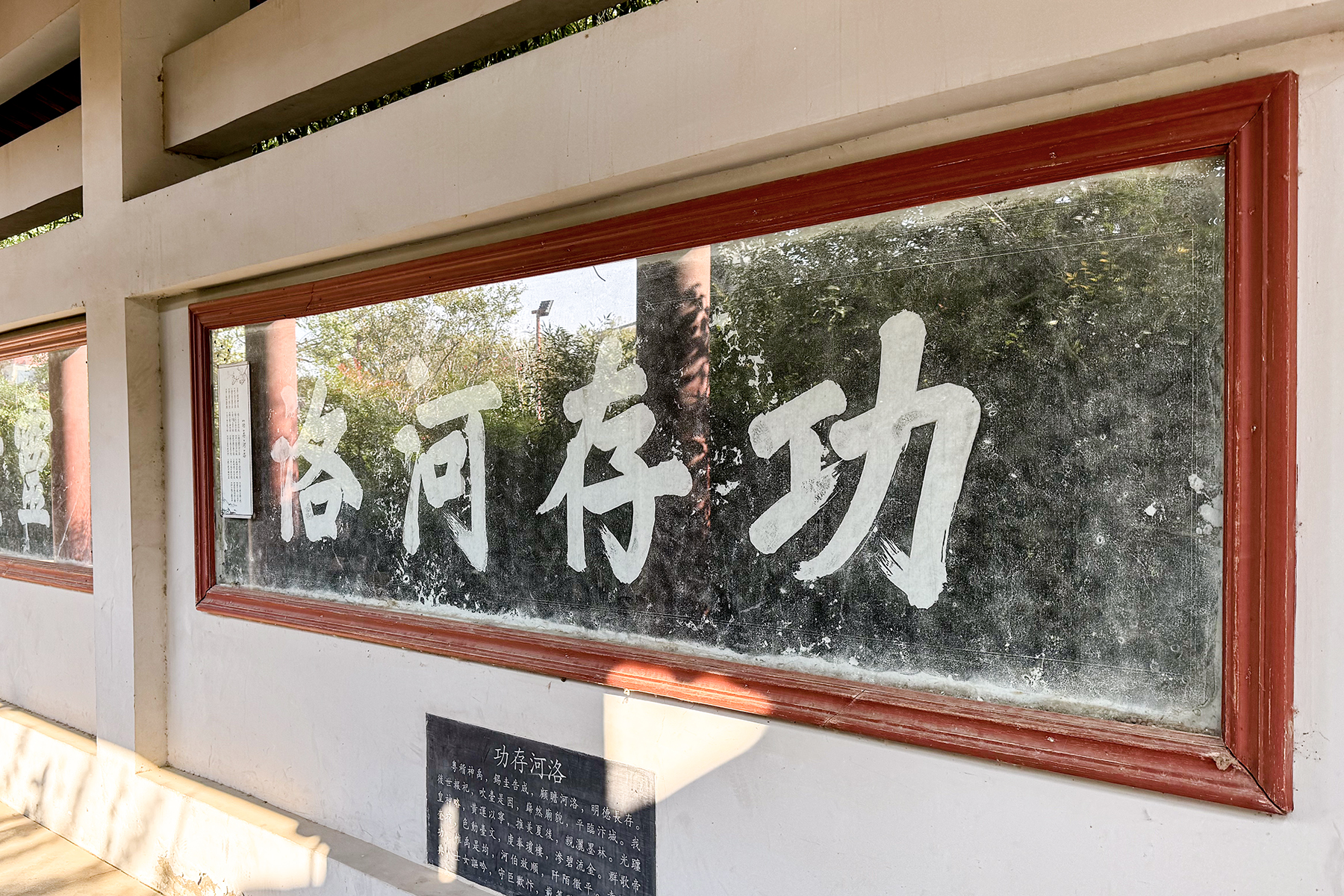
“功存河洛”碑
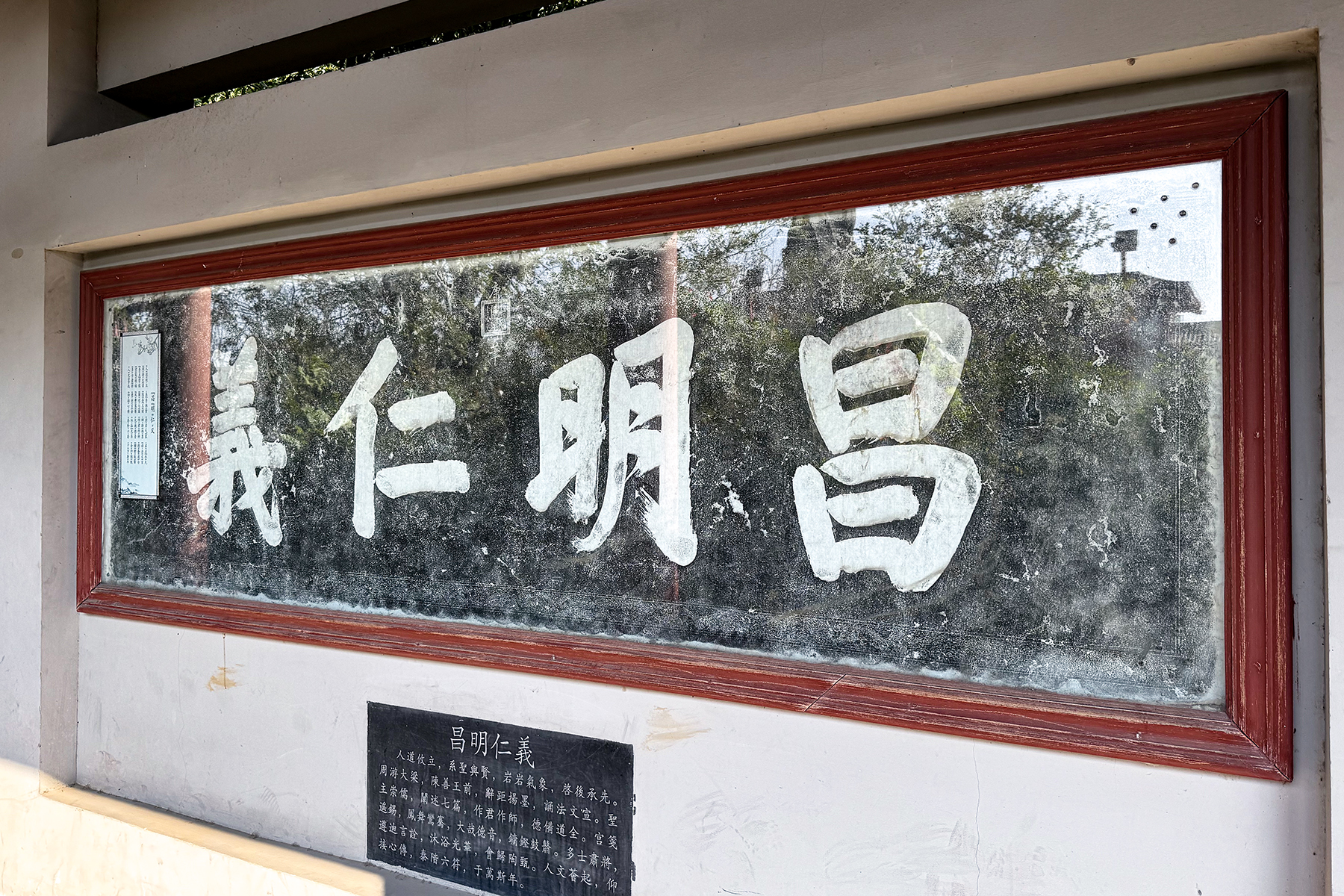
“昌明仁义”碑
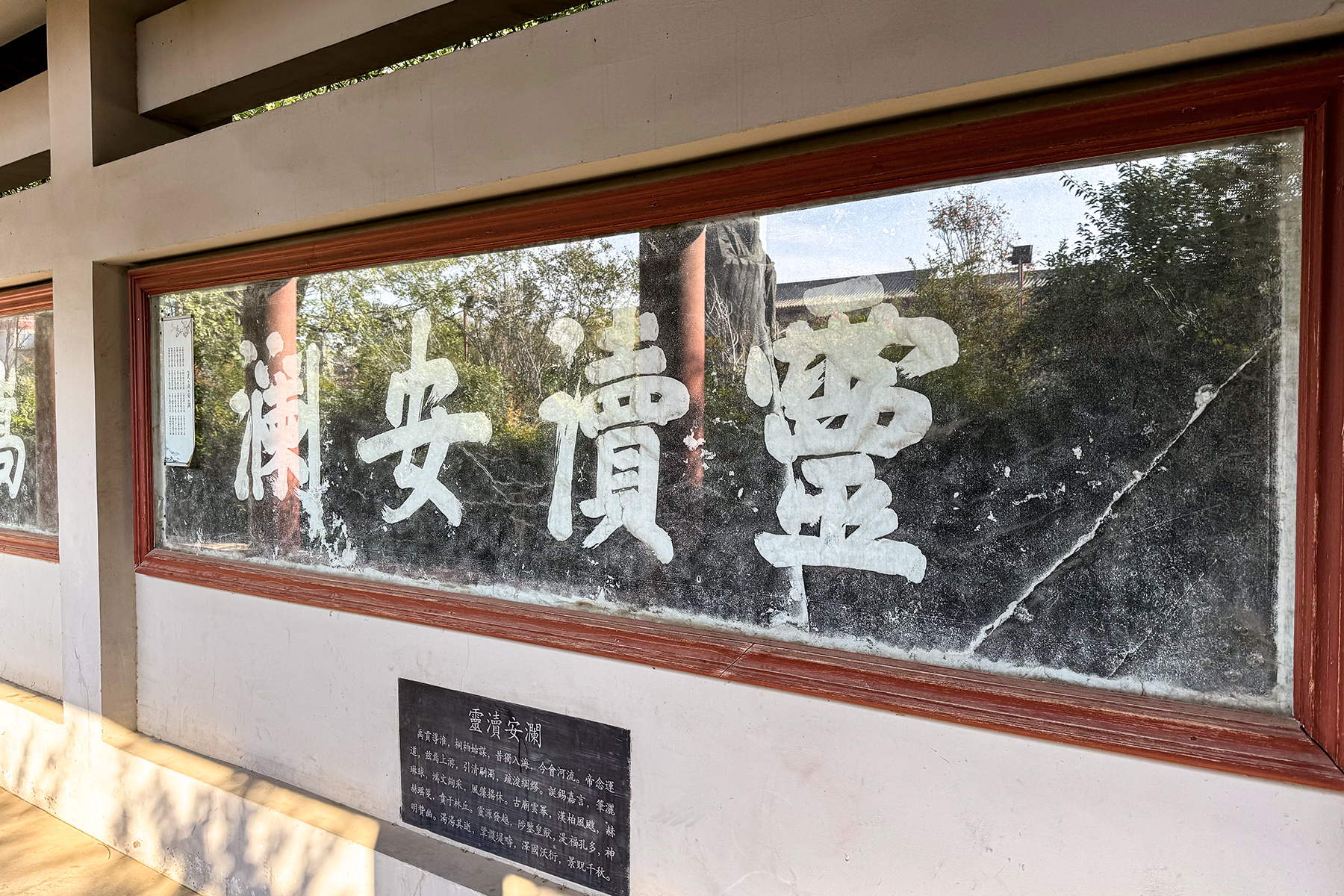
“灵渎安澜”碑
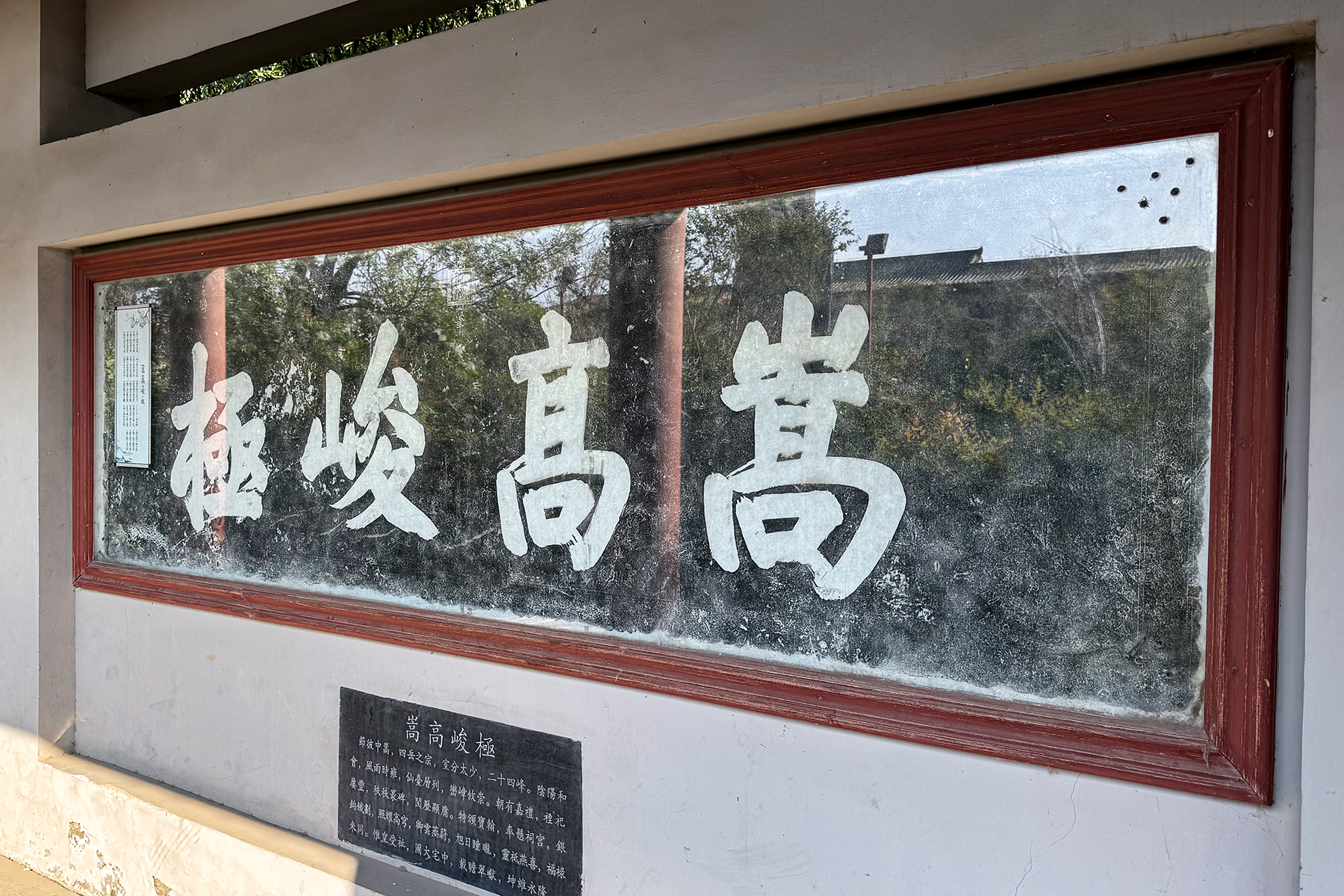
“嵩高峻极”碑
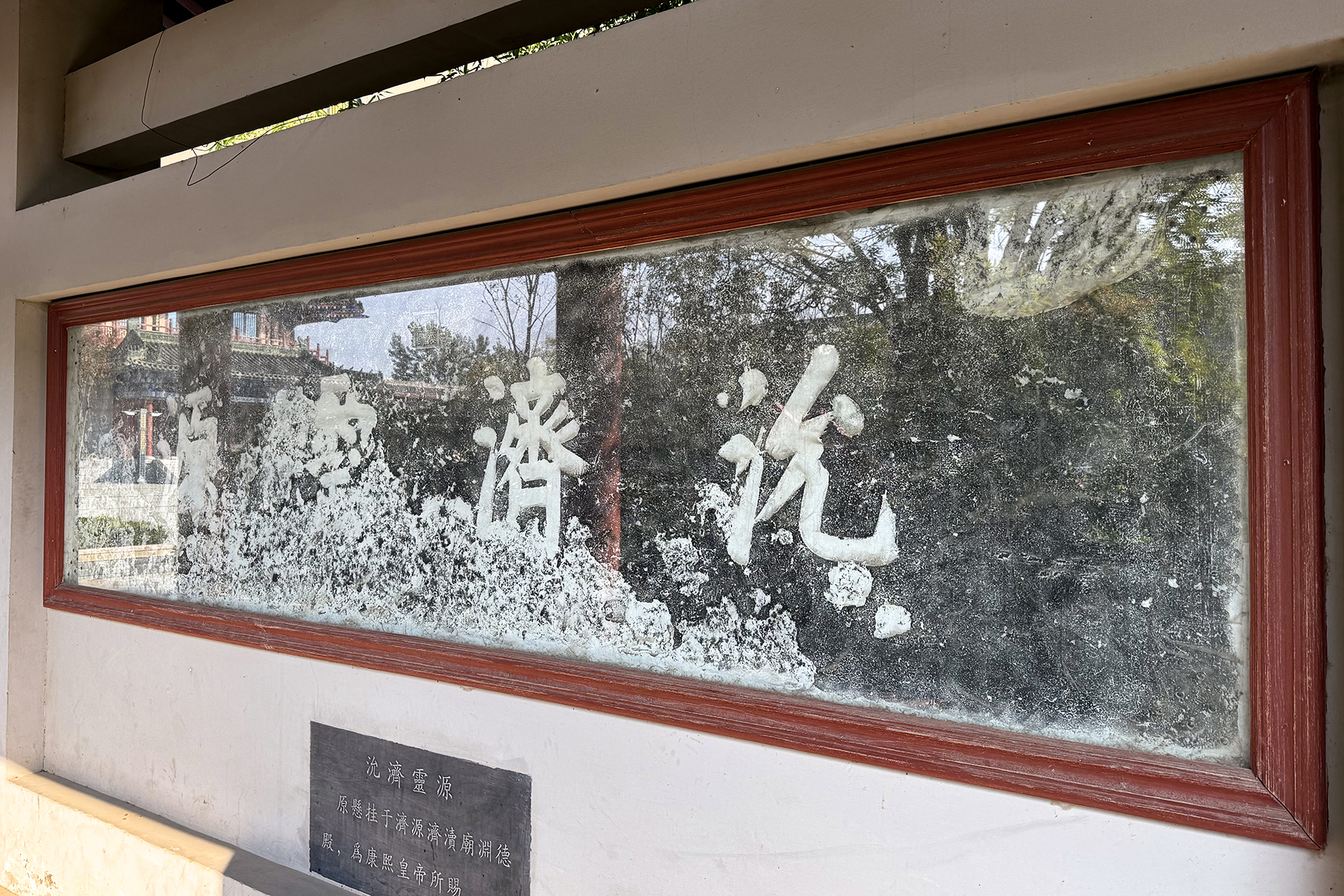
“沉济灵源”碑
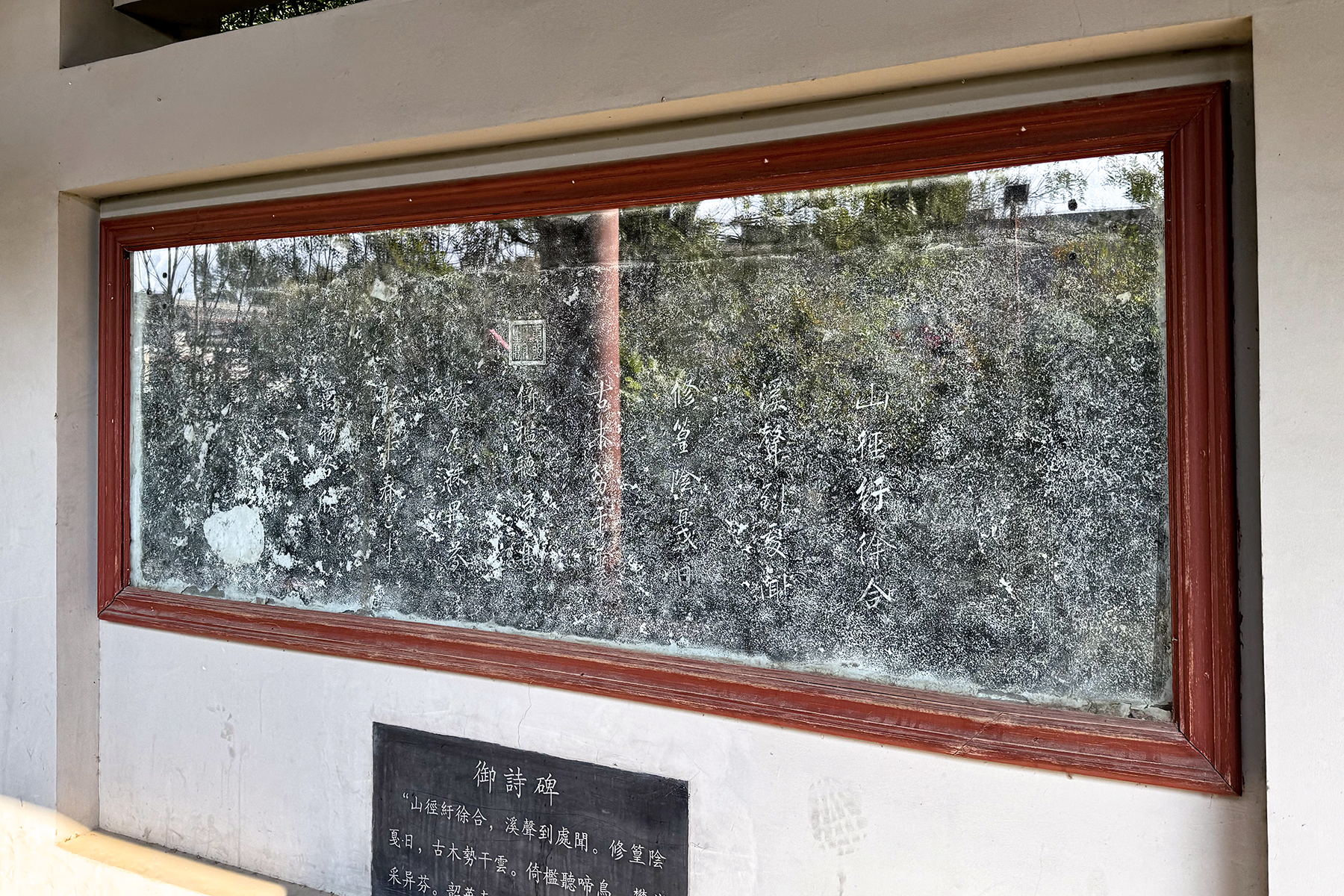
五言诗碑